# 哈利法克斯銀行

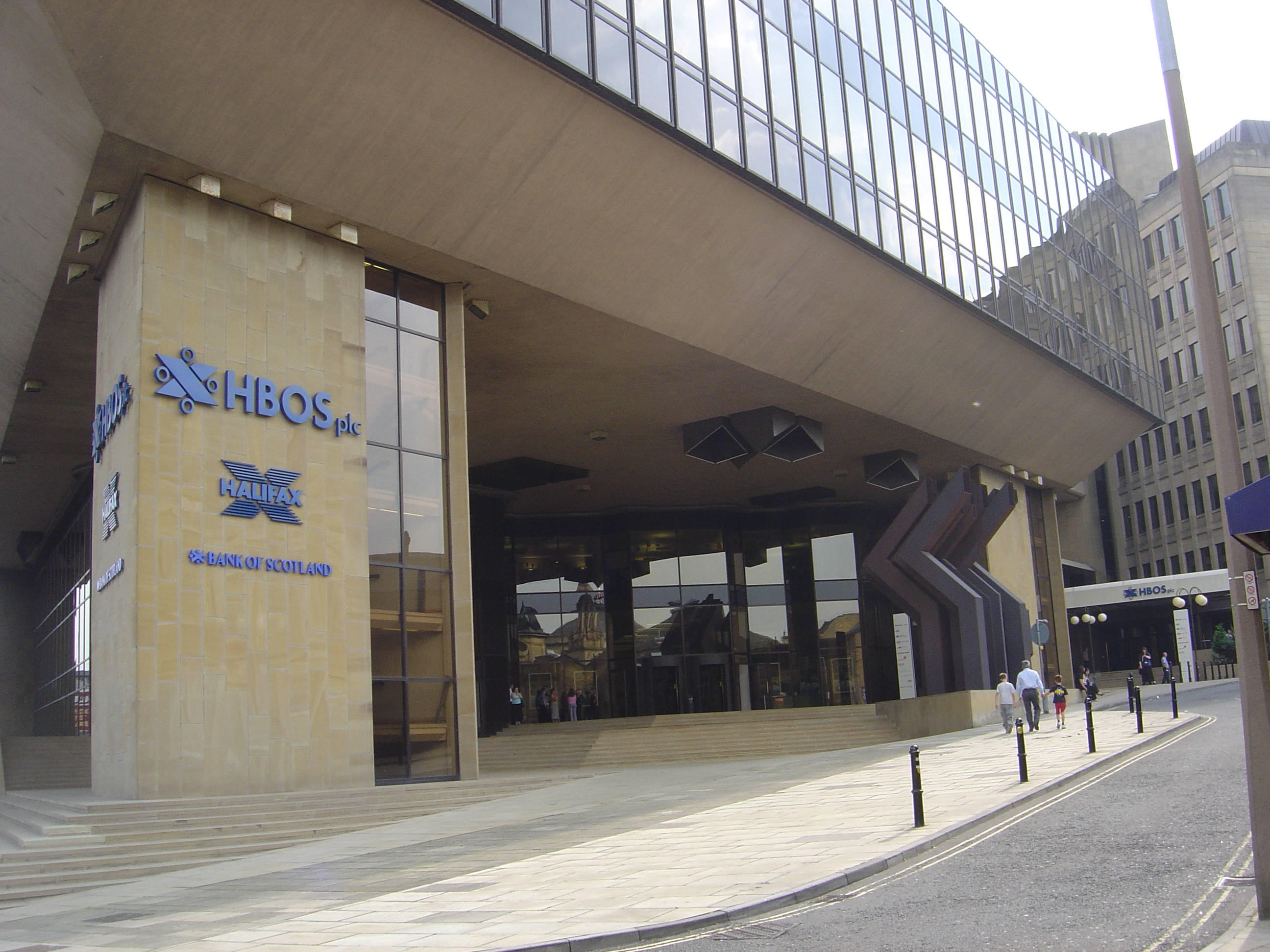
哈利法克斯銀行總部

哈利法克斯銀行（Halifax）是英國的一家銀行，也是蘇格蘭銀行的分支部門之一，由勞埃德銀行集團所有。銀行名稱取自於西約克郡城市哈利法克斯。2001年，哈利法克斯銀行和蘇格蘭銀行合併，兩家銀行成立HBOS。2009年，HBOS又成為勞埃德銀行集團的一部分。

## 外部連結
- 官方网站
- Bank of Scotland plc （页面存档备份，存于）
- Lloyds Banking Group（页面存档备份，存于）
- Halifax Contact Details